# Beaurevoir
Beaurevoir je francouzská obec v departementu Aisne v regionu Hauts-de-France. V roce 2012 zde žilo 1 483 obyvatel.

## Sousední obce
Brancourt-le-Grand, Estrées, Gouy, Joncourt, Malincourt (Nord), Montbrehain, Prémont, Ramicourt, Serain, Villers-Outréaux (Nord)

## Vývoj počtu obyvatel
Počet obyvatel